# Ocupação de Međimurje em 1918
No rescaldo imediato da Primeira Guerra Mundial, a região de Međimurje foi ocupada por forças leais ao Conselho Nacional do Estado dos Eslovenos, Croatas e Sérvios (Iugoslávia) em Novembro e Dezembro de 1918. Predominantemente habitado por croatas, este território fazia parte do Reino da Hungria até ser capturado pelas forças iugoslavas. A região foi anexada pela Iugoslávia, que a concedeu na Conferência de Paz de Paris.
A campanha para capturar Međimurje começou em novembro de 1918, aparentemente em resposta às ações húngaras contra uma revolta da população de Međimurje. O major Ivan Tomašević liderou uma força de 300 homens que foi derrotada pelas forças húngaras perto de Čakovec, a maior cidade da região. Os pedidos de ajuda militar do Exército Real Sérvio e do Armée d'Orient francês foram rejeitados devido às obrigações assumidas sob o Armistício de Belgrado entre as Potências da Entente e a Hungria, que definiu o rio Drava como a linha de controle húngaro na área. O Conselho Nacional montou um novo esforço em 24 de dezembro, enviando uma força de 3.000 homens composta por voluntários eslovenos e grande parte da Guarda Nacional Real Croata. O major Dragutin Perko planejou a segunda incursão em Međimurje com mais detalhes e mais tarde comandou grande parte das forças de ataque.
Međimurje foi capturado em 24 de dezembro sem resistência da guarnição húngara. Perko foi nomeado seu administrador, e a região foi declarada parte do Reino dos Sérvios, Croatas e Eslovenos com referência ao princípio da autodeterminação. A Conferência de Paz de Paris confirmou posteriormente a adesão da região.

## Prelúdio
De 5 a 6 de outubro de 1918, representantes de partidos políticos representando eslovenos, croatas e sérvios que viviam na Áustria-Hungria organizaram o Conselho Nacional de Eslovenos, Croatas e Sérvios como o órgão central do recém-proclamado Estado dos Eslovenos, Croatas e Sérvios, abrangendo o Terras Eslovenas, Croácia-Eslavônia, Dalmácia, e Bósnia e Herzegovina. O conselho suplantou o grupo ad hoc anteriormente estabelecido conhecido como Comitê Iugoslavo como o órgão que representava os interesses dos eslavos do sul que viviam nas terras dos Habsburgos. Seu objetivo original era fazer campanha pela independência dos eslavos do sul da Áustria-Hungria e pela unificação dessas terras com a Sérvia, segundo o iugoslavismo.  A Sérvia declarou o seu objetivo da Primeira Guerra Mundial de unificação destas terras na sua Declaração de Niš de 1914. 
Em 29 de outubro, o Sabor da Croácia-Eslavônia declarou independência da Áustria-Hungria. O conselho reuniu-se com representantes sérvios em Genebra, Suíça, no início de novembro e aceitou a proposta do primeiro-ministro sérvio Nikola Pašić para alcançar a união com a Sérvia. Em poucos dias, a Sérvia repudiou a efémera Declaração de Genebra.  Após o Armistício de Villa Giusti entre as Potências da Entente e a Áustria-Hungria, o Reino da Itália enviou o seu exército para garantir a parte do território reivindicada pelo Estado dos Eslovenos, Croatas e Sérvios que havia sido prometida à Itália no Tratado de Londres de 1915.  As forças italianas seguiram a retirada das tropas austro-húngaras que regressavam da Frente Italiana. As tropas austro-húngaras normalmente baseadas na Hungria regressavam em comboios que viajavam através de Međimurje, uma parte do condado húngaro de Zala, localizada entre os rios Drava e Mura, e era em grande parte habitada por croatas.  De acordo com o censo de 1910, 82.829 dos 90.387 residentes da região eram croatas.  Durante a guerra, o advogado e político croata nascido em Međimurje Ivan Novak publicou um panfleto defendendo a autodeterminação dos croatas de Međumurje e defendeu a adição da região a um estado sul-eslavo comum, referindo-se aos Quatorze Pontos do presidente dos EUA, Woodrow Wilson. Ao mesmo tempo, Novak acusou principalmente a Hungria de impor legislação absolutista com o objetivo de governar os não-húngaros. Embora proibidos pelo governo húngaro, os escritos de Novak moldaram as atitudes dos croatas de Međimurje em relação ao domínio húngaro.  Na fase final da guerra, a escassez de alimentos e as doenças – especialmente a gripe espanhola – contribuíram para um maior descontentamento social.  Além disso, a segurança em toda a Hungria e Croácia-Eslavónia era fraca por causa dos Quadros Verdes – desertores que sobreviviam do banditismo.  

## Primeira incursão

### Prelúdio

Localização de Međimurje em um mapa da Croácia moderna para referência

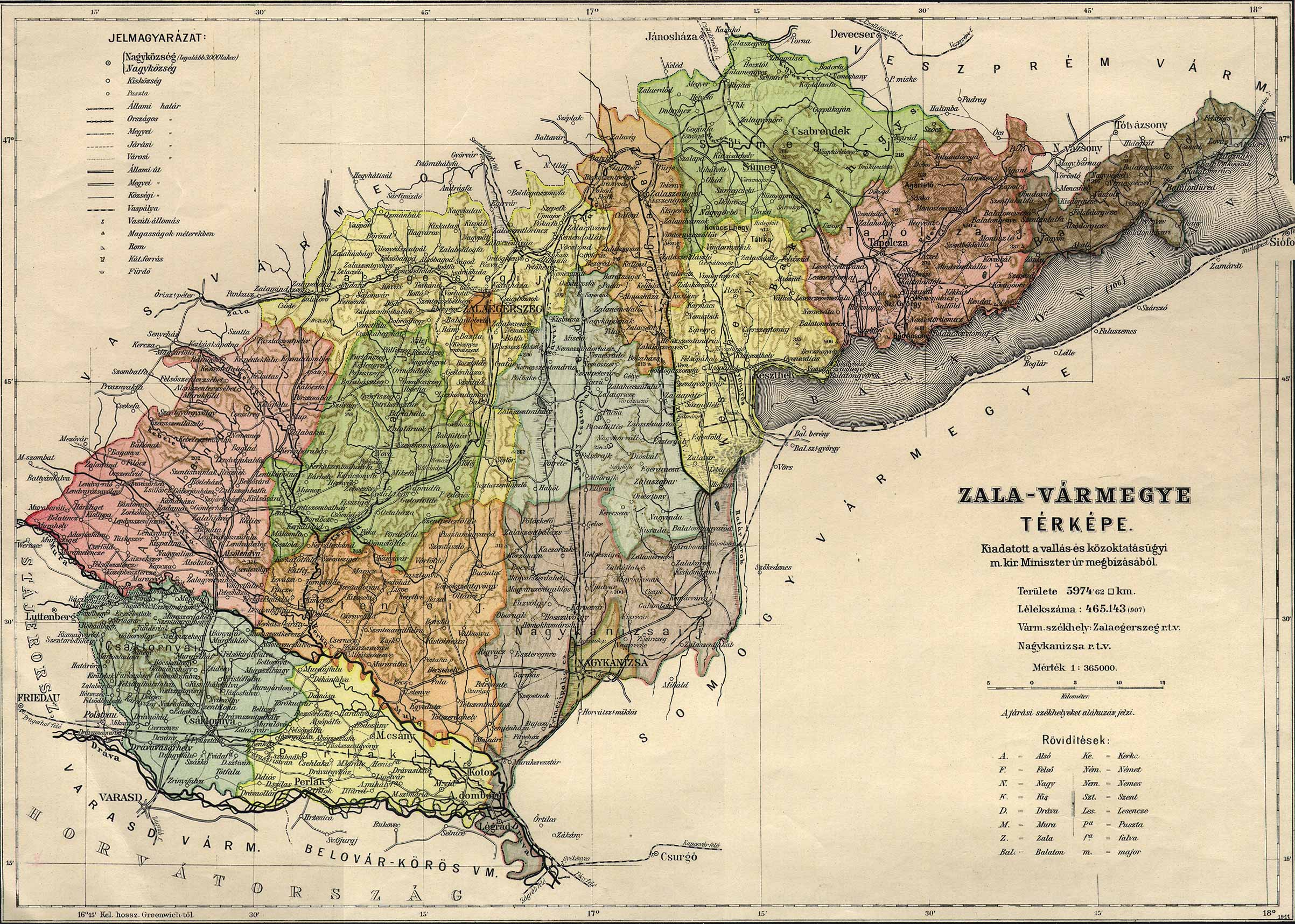
Međimurje como parte do antigo condado húngaro de Zala em 1910 (na parte inferior)

No início de novembro de 1918, uma revolta começou em várias aldeias no leste de Međimurje e rapidamente se espalhou pela região. A revolta assemelhava-se à luta de classes, mas os rebeldes também visavam qualquer pessoa que considerassem inimiga por motivos étnicos.  Procuraram a secessão e a expulsão dos húngaros da região por "termos wilsonianos", referindo-se ao apoio do presidente dos EUA à autodeterminação.  As propriedades de húngaros proeminentes foram saqueadas, incluindo a propriedade da família Festetics em Gornji Hrašćan e o Castelo de Feštetić em Pribislavec.  Em 4 de novembro, a revolta havia perdido em grande parte o ímpeto; no dia seguinte, o prefeito do condado de Zala autorizou um processo sumário de corte marcial em Međimurje. Mais de 100 pessoas foram sumariamente executadas após julgamentos superficiais. Alguns civis fugiram para o sul, através do Drava, para a Croácia-Eslavônia; a maioria foi para a cidade de Varaždin mas outros fugiram para Koprivnica.  Até 10 de Novembro, as tropas regulares húngaras tinham restaurado o controlo na grande maioria da região e dois dias depois ganharam o controlo da aldeia de Nedelišće, o último reduto rebelde. 
Em 10 de Novembro, realizou-se uma assembleia popular em Varaždin para discutir os distúrbios civis em Međimurje. Os membros do Conselho Nacional culparam supostos mercenários e os Quadros Verdes Húngaros pela violência. Os comités do Conselho Nacional baseados em Varaždin e Koprivnica enviaram delegações a Zagreb para procurar ajuda do governo central e do Coronel Dušan Simović, que tinha acabado de chegar a Zagreb como representante do Exército Real Sérvio. Em resposta, o comissário de defesa do Conselho Nacional, Mate Drinković, despachou o major Ivan Tomašević e o tenente Viktor Debeljak para Varaždin para elaborar um plano para a ocupação de Međimurje. Tomašević encontrou forças em Varaždin sob o comando do capitão Stjepan Sertić,  o comandante do 3º batalhão do 25º Regimento de Infantaria da Guarda Nacional Real Croata.  Foi criado um batalhão que consistia em grande parte de refugiados de Međimurje, assim como um destacamento de voluntários da Guarda Nacional que incluía alunos do ensino médio de Varaždin, reportando-se nominalmente ao Conselho Nacional.  Toda a força consistia em aproximadamente 300 soldados.  Algumas de suas armas foram retiradas do quartel de Varaždin e outras eram de soldados desarmados do 14º Regimento de Infantaria do Real Honvéd Húngaro e do 33º Regimento de Infantaria do Exército Comum, que cruzavam Drava em Varaždin a caminho de casa após o armistício. Tomašević assumiu o comando geral, o Oberleutnant Franjo Glogovec liderou o batalhão Međumurje e o major Marko Georgijević liderou as tropas voluntárias. 
No mesmo dia, o Conselho Nacional enviou Laza Popović, Valerijan Pribićević, e o major Dragutin Perko para Belgrado, onde se encontraram com o comandante do Primeiro Exército sérvio, Vojvoda Petar Bojović, e o príncipe regente Alexandre, e buscaram a intervenção militar da Sérvia contra a Hungria em Međimurje. O regente instruiu Perko a se encontrar com Vojvoda Petar Mišić no dia seguinte para discutir o assunto. Mišić disse a Perko que a Sérvia não poderia intervir devido ao armistício, mas prometeu apoio se as forças do Estado dos Eslovenos, Croatas e Sérvios capturassem Međimurje. 

### Avanço repelido

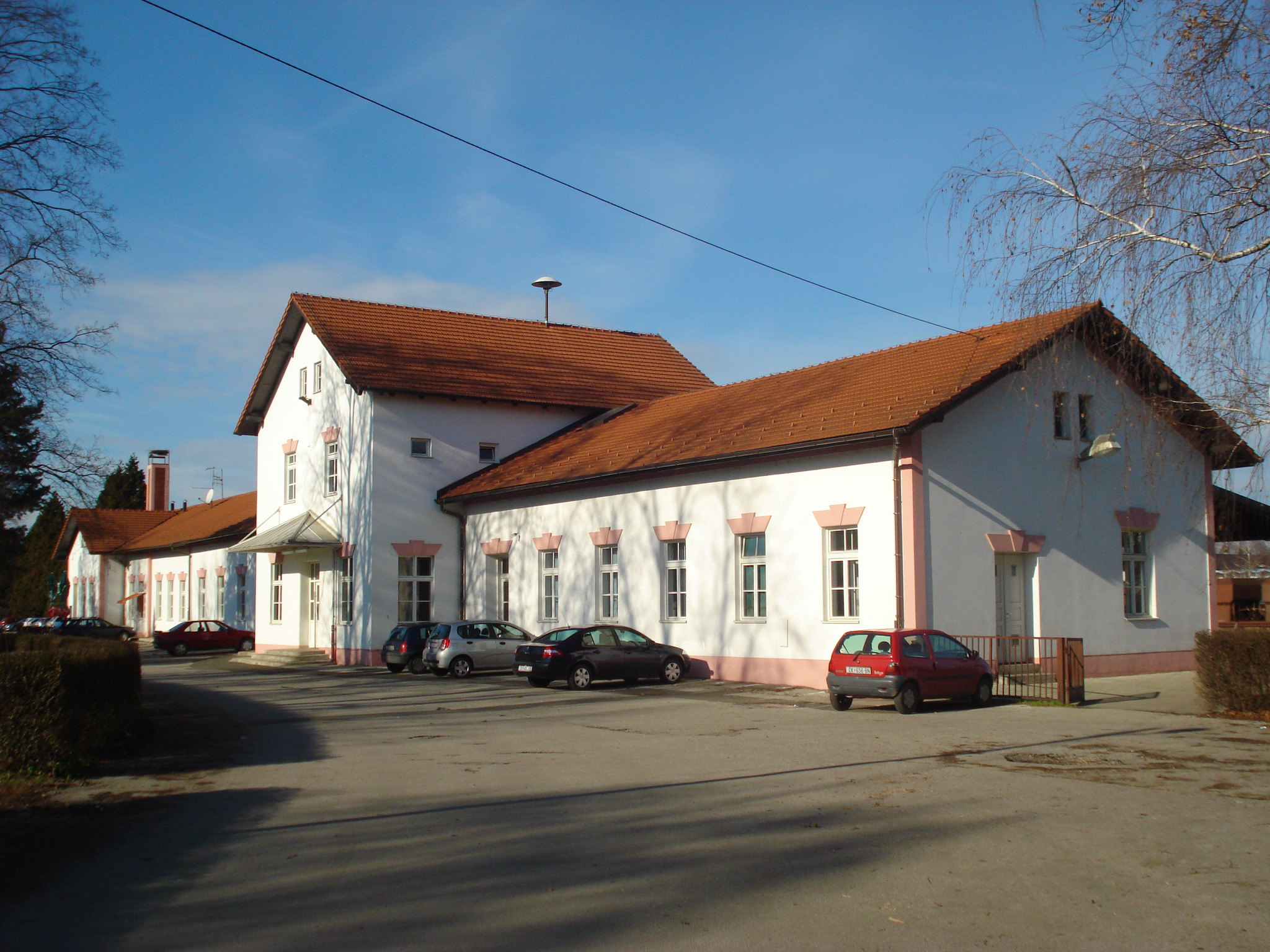
A estação ferroviária de Čakovec foi fundamental para a resistência húngara à incursão de novembro de 1918.

Em 13 de novembro, outra assembleia pública foi realizada em Varaždin, na qual Tomašević e o prefeito Pero Magdić anunciaram seu plano de lançar um ataque através do rio Drava em Međimurje às 10h da tarde daquela noite. Magdić pressionou por uma ação rápida, na esperança de melhorar sua posição política e imprimiu um cartaz pedindo voluntários. Multidões escoltaram as tropas disponíveis até a ponte do rio Drava. Depois de atravessar, os atacantes posicionaram várias peças de artilharia e dividiram-se em três colunas. Sertić liderou o avanço principal em direção a Čakovec, a maior cidade de Međimurje, cerca de 12km ao norte. O avanço prosseguiu ao longo da estrada principal que atravessa a aldeia de Pušćine. À sua direita, a força voluntária tomou a estrada para Čakovec através da aldeia de Kuršanec. No flanco esquerdo, Glogovec liderou as suas tropas através da aldeia de Gornji Hrašćan antes de virar para leste em direção a Čakovec. De acordo com Tomašević, o objetivo da primeira fase da operação era capturar Čakovec e estabelecer uma ponte sobre o Drava antes de tentar qualquer avanço adicional. As forças que avançavam chegaram a Čakovec na manhã de 14 de novembro sem encontrar resistência.  Isto correspondia à informação disponível ao Conselho Nacional, que indicava que as tropas húngaras se retiraram de Međimurje, exceto da estação ferroviária de Čakovec.  As forças encarregadas da segurança da ferrovia em Čakovec estavam sob o comando do major Károly Györy. 
Existem relatos conflitantes sobre a hora e a direção da chegada de tropas húngaras adicionais a Čakovec; a opinião da maioria é que uma força várias vezes maior que a da oposição chegou em quatro trens de Nagykanizsa pouco antes de as tropas comandadas por Tomašević chegarem à cidade. As forças lutaram pela primeira vez perto da estação ferroviária de Čakovec, onde as forças húngaras aguardavam os atacantes em posições preparadas. As forças comandadas por Tomašević fugiram desordenadas para Varaždin através das pontes de Drava ou, depois que a cavalaria húngara capturou ambas, nadou através do rio em busca de segurança. Os combates terminaram no mesmo dia com uma trégua mediada pelo prefeito do condado de Varaždin, Franjo Kulmer, e pelo presidente do tribunal do distrito de Čakovec, Pál Huszár.  Kulmer e Huszár reuniram-se novamente em 15 de novembro para organizar a restauração do tráfego ferroviário Varaždin – Čakovec e o controle de segurança do tráfego nas pontes Drava. Como a fronteira da cidade de Varaždin se estendia ligeiramente ao norte do rio Drava, Huszár concordou que nenhuma força húngara seria posicionada nas pontes e que a segurança seria reforçada pelo Estado dos Eslovenos, Croatas e Sérvios.  Segundo Simović, a derrota de Tomašević foi o resultado de uma total falta de preparação e causou grande receio de um ataque húngaro contra Varaždin. Relatos da imprensa notaram que pelo menos quatro agressores foram mortos. 

## Segunda incursão

### Preparativos

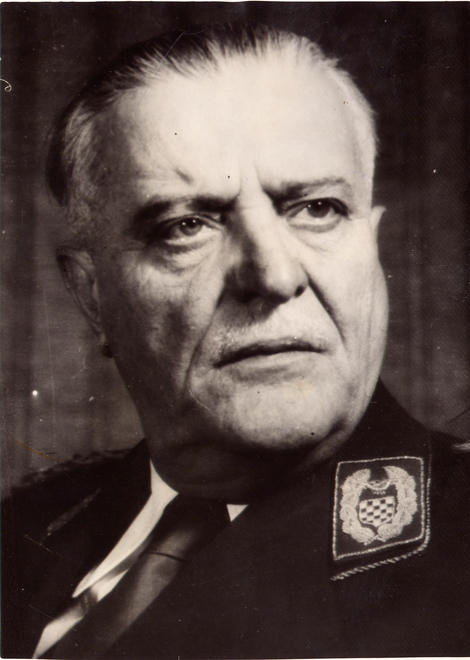
O coronel Slavko Kvaternik recebeu o comando da segunda tentativa de capturar Međimurje em 1918.

Em 16 de novembro, Simović enviou um novo pedido de intervenção militar da Sérvia em nome do Conselho Nacional. O Conselho Nacional queria capturar Međimurje e estabelecer um Corredor Checo (uma ligação terrestre com a Checoslováquia). Três dias depois, a Sérvia rejeitou o pedido porque o Armistício de Belgrado (concluído em 13 de novembro) estabeleceu o rio Drava como limite do território sob controle húngaro na área de Međimurje e Varaždin. O enviado húngaro em Zagreb, Gyula Gömbös, apresentou um relatório em 19 de novembro afirmando que eram prováveis novas ações militares contra os interesses húngaros em Međimurje e que as forças necessárias para isso estavam reunidas perto de Varaždin.  Em 23 de novembro, o Conselho Nacional escreveu ao General Louis Franchet d'Espèrey pedindo-lhe que ocupasse Međimurje.  A nova tentativa de captura de Međimurje foi planeada para 6 de dezembro com a participação de uma força substancialmente maior. Drinković nomeou o coronel Slavko Kvaternik para liderar a ofensiva. O ataque foi adiado na sequência de um conflito armado em Zagreb que ocorreu um dia antes da operação programada. 
Kvaternik determinou que a ofensiva adiada começaria na madrugada de 24 de dezembro. Apesar da unificação do Reino dos Sérvios, Croatas e Eslovenos no final de Novembro, as forças destacadas na preparação do ataque a Međimurje não tinham sido incorporadas no exército sérvio e ainda eram controladas pelo Conselho Nacional. Em 11 de dezembro, Bojović recebeu ordem de não cruzar o rio Drava, limite determinado pelo Armistício de Belgrado. Em 20 de dezembro, o comando supremo do Exército Real Sérvio notificou o coronel Milan Pribičević, que estava vinculado ao escritório de ligação em Zagreb, que nem o Armée d'Orient sérvio nem o francês apoiariam diretamente a ofensiva. 

### Ordem de batalha
Perko preparou o plano para a segunda incursão em Međimurje e Kvaternik finalizou-o.  Kvaternik tinha 3.000 soldados distribuídos em sete batalhões equipados com 24 canhões, 52 metralhadoras, um carro blindado e onze caminhões. A força também contava com dois esquadrões de cavalaria, um destacamento médico e uma companhia de sinalização.  A força de ataque foi organizada ao longo de dois eixos principais; a maior parte da força avançou para o norte de Varaždin para Čakovec sob o comando de Perko e uma parte menor da força foi implantada para o oeste de Međimurje sob o comando do major Ivo Henneberg, que foi encarregado de avançar para o leste de Ormož para Čakovec e da aldeia de Štrigova ao longo do rio Mura. Uma força de reserva composta por um batalhão de infantaria do Exército Real Sérvio foi apoiada por metade de um esquadrão de cavalaria e um destacamento de metralhadoras liderado pelo Major Aksentije Radojković. A força de reserva foi reunida perto de Varaždin e não participou das ações ofensivas. Kvaternik instalou seu quartel-general em Varaždin para dirigir a operação.  As forças húngaras em Međimurje eram consideravelmente menores; a maioria deles estava estacionada em Čakovec e pequenos contingentes foram implantados em grandes aldeias da região. A força era comandada pelo Coronel György Kühn e Györy era o segundo em comando. 
| Grupo                                                                 | Unidade                                                                                          | Comandantes                                        |
| --------------------------------------------------------------------- | ------------------------------------------------------------------------------------------------ | -------------------------------------------------- |
| Sul (Perko)                                                           | Cadetes e outros estudantes                                                                      | Capitão Šega, Capitão Izer, Oberleutnant Krpan     |
| Sul (Perko)                                                           | Unidade voluntária de Međimurje                                                                  | Oberleutnant Franjo Glogovec                       |
| Sul (Perko)                                                           | 26º Regimento de Infantaria da Guarda Nacional Real Croata (1º e 2º batalhões de Karlovac)       | Major Karlo Pogledic                               |
| Sul (Perko)                                                           | 25º Regimento de Infantaria da Guarda Nacional Real Croata (3º batalhão de Varaždin)             | Capitão Stjepan Sertic                             |
| Sul (Perko)                                                           | 27º Regimento de Infantaria da Guarda Nacional Real Croata (3º batalhão de Nova Gradiška)        | Capitão Radoslav Rački                             |
| Sul (Perko)                                                           | Dois esquadrões de cavalaria retirados dos 10º Hussardos da Guarda Nacional Real Croata          | Major Marko Georgijević, Capitão Matija Čanić      |
| Oeste (Henneberg)                                                     | 27º Regimento de Infantaria da Guarda Nacional Real Croata (um batalhão de Sisak)                | Major Ivo Henneberg                                |
| Oeste (Henneberg)                                                     | Legião voluntária composta por membros do Sokol e ex-fuzileiros navais da Marinha Austro-Húngara | Tenente de fragata Antić, Capitão Erminije Jurišić |
| Oeste (Henneberg)                                                     | Duas empresas de voluntários eslovenos (área de Razkrižje)                                       | Capitão Dekleva e Capitão Rakuš                    |
| Reserva                                                               | Um batalhão de infantaria do Exército Real Sérvio                                                | Major Aksentije Radojković                         |
| Nota: A Guarda Nacional Real Croata estava em processo de dissolução. |                                                                                                  |                                                    |

### Ofensiva renovada

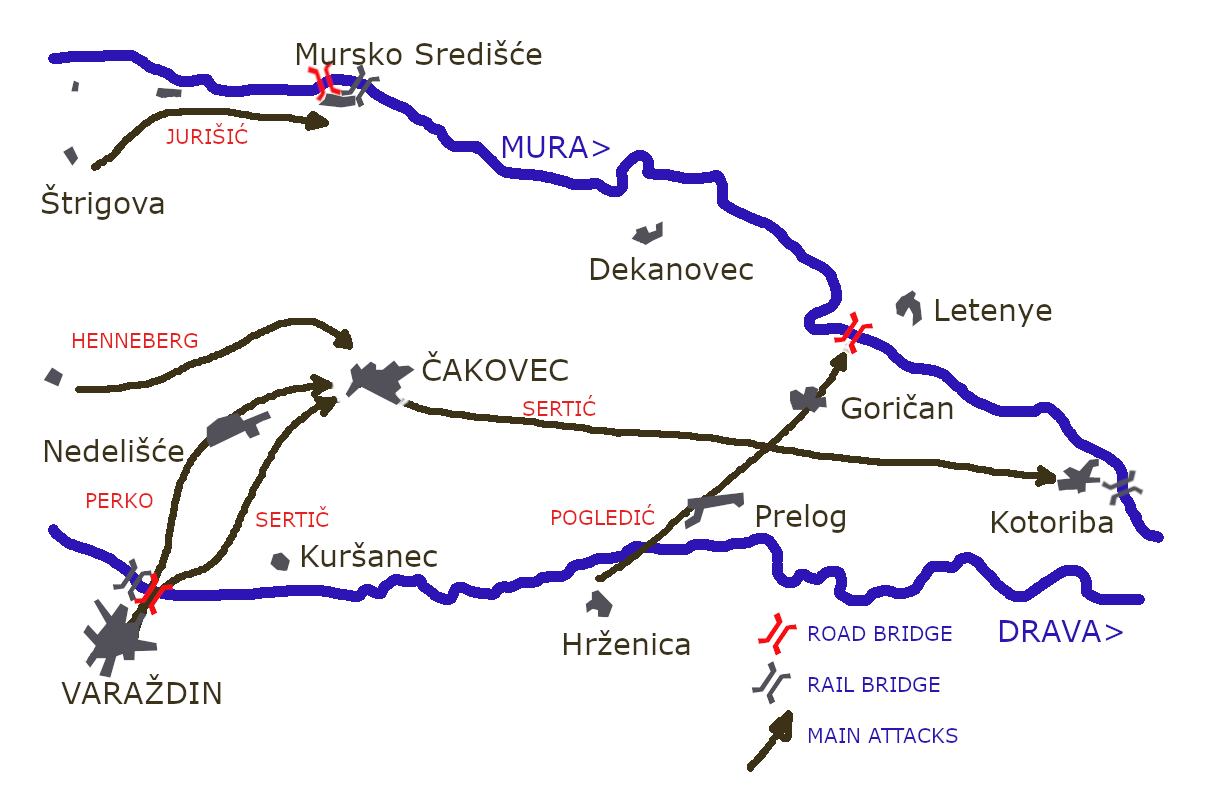
Um mapa esquemático dos principais eixos de ataque em Međimurje em 24 de dezembro de 1918

Kvaternik pretendia primeiro capturar Čakovec e as travessias ferroviárias e rodoviárias do rio Mura em Mursko Središće e Kotoriba que ligavam Međimurje ao resto do condado de Zala. Em última análise, o seu objetivo era proteger todo o território ao sul do rio Mura. O ataque começou às 6h do dia 24 de dezembro. Uma parte do grupo liderado por Perko avançou pela estrada principal de Varaždin a Čakovec. Por volta das 8h, as forças lideradas pelo major Karlo Pogledić - auxiliadas por Tomašević (26º Regimento de Infantaria) - cruzaram o Drava sem oposição, em barcos e jangadas adquiridas da população local de Hrženica. Capturaram Prelog, seguiram Donji Kraljevec e Goričan, antes de avançarem para a ponte Mura ao sul de Letenye para bloquear a estrada principal para Budapeste . As forças que avançavam do Ocidente foram divididas em duas. O major Ivo Henneberg avançou de Središče ob Dravi na Estíria em direção a Čakovec para capturar a margem esquerda do Drava e juntar-se a Perko em Čakovec – protegendo o flanco esquerdo de Perko. A segunda parte da força que avançava da Estíria passou pelas aldeias de Štrigova e Sveti Martin na Muri. Liderado pelo capitão Erminije Jurišić, foi encarregado de capturar pontes em Mursko Središće e balsas flutuantes próximas. A captura de outras balsas localizadas mais a jusante foi atribuída a um esquadrão de cavalaria liderado pelo capitão Matija Čanić. 
Às 10h da manhã, a força de ataque ganhou o controle da margem sul do Mura e cercou Čakovec. Perko enviou Georgijević para cavalgar até Čakovec e solicitar a rendição da cidade depois de capturar dezesseis soldados húngaros destacados para proteger sua abordagem ao sul. Györy rendeu-se formalmente perto da estação ferroviária da cidade às 10h30, enquanto as forças de Perko tomavam posições na cidade. Györy disse que não reconhecia nenhuma nova autoridade e que os agressores violaram o Armistício de Belgrado. Perko informou Kvaternik sobre a captura de Čakovec às 11h da manhã por telefone e Kvaternik foi até a cidade para se encontrar com Györy. Um trem de passageiros foi apreendido em Čakovec e esvaziado de passageiros antes de ser abordado por meio batalhão de infantaria liderado por Sertić. Pegaram o trem até a aldeia de Kotoriba e ali desembarcaram para capturar a última parte desocupada de Međimurje - a área entre aquela aldeia e Legrad, perto da confluência do Mura e do Drava. Por volta das 13h,  Sertić garantiu aquela área, colocando toda a região de Međimurje sob o controle das forças de Kvaternik. Eles não enfrentaram nenhuma resistência armada.  A mídia contemporânea noticiou a morte de três soldados húngaros na ofensiva. Não houve relatos de mortes entre a força de ataque. 

## Consequências

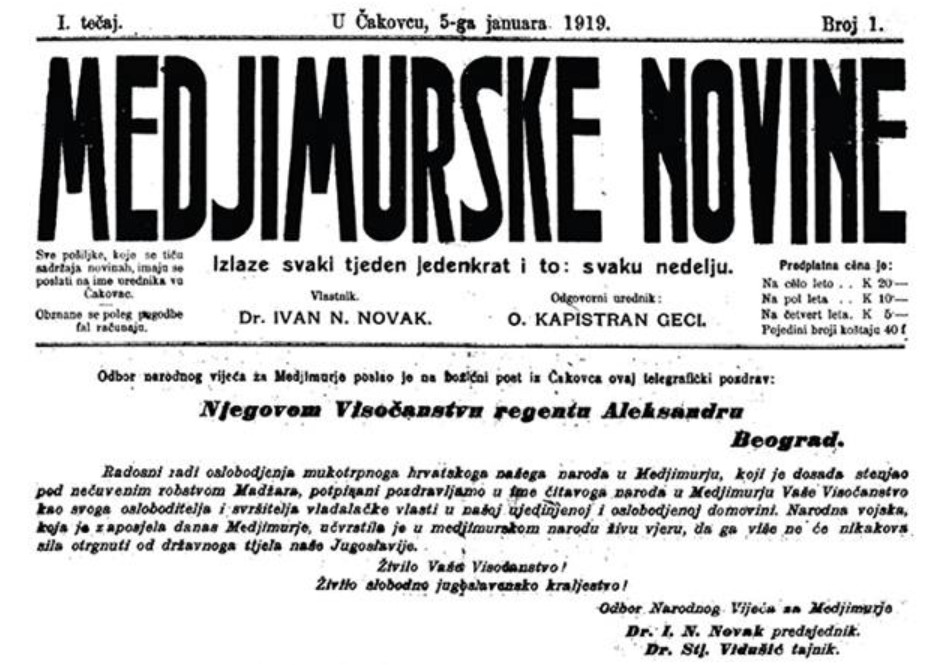
Međimurske novine publicou o telegrama enviado ao regente Alexandre após a captura de Međimurje.

Na tarde de 24 de dezembro, Kvaternik distribuiu uma carta ao clero em Međimurje, instruindo-os a ler a sua proclamação exortando a população a reconhecer as novas autoridades. A carta dizia que Međimurje pertencia ao Reino de SHS desde aquele dia; foi lido na Missa da Meia-Noite daquele dia, que terminou com a interpretação do hino Lijepa naša domovino. O comité regional do Conselho Nacional marcou uma assembleia pública em Čakovec para 9 de janeiro de 1919. No dia 25 de dezembro, um representante do governo húngaro chegou para solicitar explicações a Kvaternik sobre a incursão antes de regressar a Budapeste no mesmo dia. Perko foi nomeado administrador civil e militar de Međimurje; entre seus primeiros atos no papel foram o estabelecimento do Međimurske novine e a proibição dos jornais de língua húngara (Muraköz). O comité regional do Conselho Nacional enviou um telegrama ao Regente Alexandre informando-o da adição de Međimurje ao país (referido como "Iugoslávia") em 24 de dezembro; o regente telegrafou-lhes uma mensagem de felicitações na véspera de Ano Novo. 
No dia 9 de Janeiro, cerca de 10.000 pessoas reuniram-se na assembleia pública, que adoptou uma resolução declarando que Međimurje estava a separar-se da Hungria e a aderir ao Reino de SHS. A declaração, telegrafada ao regente Alexander, fazia referências ao princípio da autodeterminação e elogiava o presidente Wilson como um defensor desse princípio. As disposições da declaração foram mantidas pela Conferência de Paz de Paris, que definiu as fronteiras húngaras através do Tratado de Trianon e deixou Međimurje para a Iugoslávia. 
Durante a Segunda Guerra Mundial, após a invasão da Iugoslávia em 1941, Međimurje foi capturada e anexada pela Hungria. O estado-fantoche, o Estado Independente da Croácia, que foi estabelecido pelas potências do Eixo em 1941,  disputou sem sucesso a posse húngara de Međimurje.  Nas últimas semanas da guerra, as Forças Armadas Búlgaras libertaram a região.  Após a dissolução da Iugoslávia, Međimurje tornou-se parte da Croácia. Desde 2005, o dia 9 de janeiro é comemorado em Međimurje como um dia memorial para comemorar a resolução de 1919 de se separar da Hungria. 